# ジェーン・マーチ
ジェーン・マーチ（Jane March、本名：Jane March Horwood、1973年3月20日 - ）は、イギリスの女優。

## 略歴
ロンドン出身。父親はスペイン系イギリス人、母親はベトナム人と中国人のハーフ。
14歳の時にコンテストで優勝し、モデルとしてキャリアを始める。1992年の『愛人/ラマン』で映画デビュー。この映画の監督であるジャン・ジャック・アノーは、Just Seventeen誌のカバーを飾っていたマーチを見て主演に起用したという。
1994年の『薔薇の素顔』でハリウッドに進出。『愛人/ラマン』と『薔薇の素顔』の二作品で大胆な性描写を演じ、若くしてセックスシンボルとなる。
1993年に『薔薇の素顔』の製作スタッフと結婚したが、2001年に離婚した。

## 主な出演作品
| 公開年 | 邦題 原題                                                                        | 役名       | 備考       |
| ------ | -------------------------------------------------------------------------------- | ---------- | ---------- |
| 1992   | 愛人/ラマン The Lover                                                            | 少女       |            |
| 1994   | 薔薇の素顔 Color of Night                                                        | ローズ     |            |
| 1998   | ターザン 失われた都市 Tarzan and the Lost City                                   | ジェーン   |            |
| 1998   | クライング・スパイ Provocateur                                                   | ミヤ       |            |
| 2000   | ドラキュラ・イン・ブラッド 血塗られた運命 Dark Prince: The True Story of Dracula | リディア   | テレビ映画 |
| 2003   | ザ・ヴァイキング Beauty and the Beast                                            | Freya      |            |
| 2010   | タイタンの戦い Clash of the Titans                                               | ヘスティア |            |
| 2013   | ジャックと天空の巨人 Jack the Giant Killer                                       | セレナ     |            |

## 参照
1. 1 2  Hardy, Rebecca (2004年3月20日). “What became of the Sinner from Pinner”. Daily Mail. 2010年4月21日閲覧。